# Caryanda pulchra
Caryanda pulchra är en insektsart som beskrevs av Brancsik 1897. Caryanda pulchra ingår i släktet Caryanda och familjen gräshoppor. Inga underarter finns listade i Catalogue of Life.